# Joris Marseille
Joris Marseille (Ede, 21 april 1980) is een Nederlandse tv-presentator.
Marseille studeerde Communicatiewetenschap en Wijsbegeerte in Amsterdam. In 2012 kwam hij terecht bij het NOS Jeugdjournaal, waar hij Pepijn Crone opvolgde. Daarvoor werkte hij achter de schermen mee aan het Jeugdjournaal.
Hij werkte mee aan de documentaire van die zijn partner Milouska Meulens in 2018 maakte, Boter, Kaas noch Eieren, waarin ze laat zien hoe haar omgeving op haar veganisme reageert. Marseille vertelt in de film dat hij vegetariër is.

## Privé
Marseille had een relatie met Milouska Meulens, die eerder ook het Jeugdjournaal presenteerde.